# Peter Creed
Peter Creed (* 31. März 1987 in Caerphilly) ist ein ehemaliger walisischer Squashspieler.

## Karriere
Peter Creed begann seine professionelle Karriere im Jahr 2007 und gewann acht Turniere auf der PSA World Tour. Auf dieser absolvierte er im März 2022 sein letztes Turnier. Seine höchste Platzierung in der Weltrangliste erreichte Creed mit Rang 50 im November 2018. Er qualifizierte sich 2012 erstmals für die Weltmeisterschaft im Einzel, unterlag aber in der ersten Runde Zac Alexander in fünf Sätzen. Mit der walisischen Nationalmannschaft nahm er 2009, 2017 und 2019 an Weltmeisterschaften teil. Creed gewann neunmal die walisische Landesmeisterschaft.

## Erfolge
- Gewonnene PSA-Titel: 8
- Walisischer Meister: 9 Titel (2010–2015, 2017–2019)